# Марія Іммакулата Бурбон-Сицилійська (1874—1947)
Марія Іммакулата Бурбон-Сицилійська (італ. Maria Immacolata di Borbone-Due Sicilie), повне ім'я Марія Іммакулата Сперанца Пія Тереза Крістіна Філомена Лючія Анна Ізабелла Сесилія Аполлонія Барбара Агнеса Зенобія Бурбон-Сицилійська (італ. Maria Immacolata Speranza Pia Teresa Cristina Filomena Lucia Anna Isabella Cecilia Apollonia Barbara Agnese Zenobia, Principessa di Borbone delle Due Sicilie), (нар. 30 жовтня 1874 — пом. 28 листопада 1947) — сицилійська принцеса з династії Бурбонів, донька сицилійського принца Альфонсо та сицилійської принцеси Марії Антонієтти, дружина принца Саксонії Йоганна Георга.

## Біографія
Марія Іммакулата народилася 30 жовтня 1874 року в Каннах на Лазурному узбережжі. Вона була четвертою дитиною та старшою донькою в родині принца Альфонсо Бурбон-Сицилійського та його дружини Марії Антонієтти. Дівчинка мала старших братівː Фердинанда Пія, Карлоса та Франческо. Згодом у неї з'явилося ще дев'ятеро молодших братів та сестер.

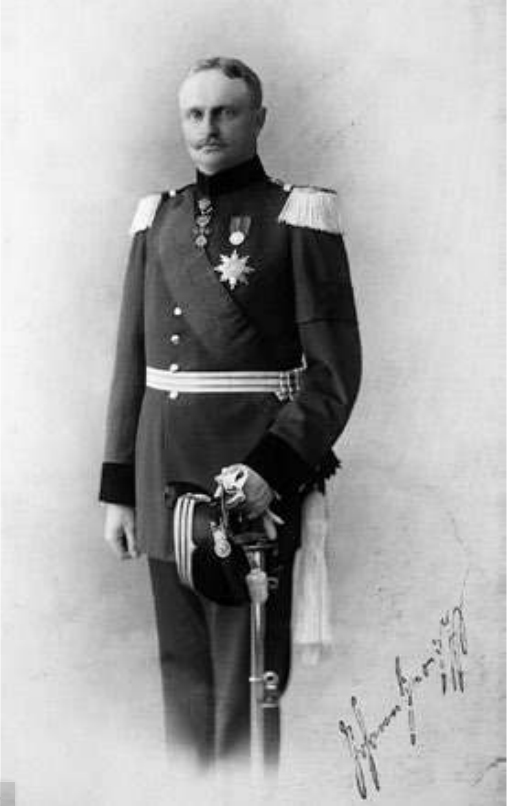
Світлина Йоганна Георга, 1900

На свій 32-й день народження Марія Іммакулата взяла шлюб із 37-річним принцом Саксонії Йоганном Георгом. Наречений був бездітним удівцем і доводився молодшим братом правлячому королю Саксонії Фрідріху Августу. Йоганн любив подорожувати та був справжнім експертом у мистецтві. Весілля відбулося 30 жовтня 1906 року в Каннах. Дітей у пари не було.
До 1918 року подружжя мешкало за 30 км від Дрездена, у замку Везеєнштайн над Мюгліцем, де дід Йоганна Георга Йоганн Непомук свого часу перекладав  «Божественну комедію» у вільні від державних справ години. Після революції пара перебралася до Фрайбурга, де оселилася на віллі на Мерсіштрассе.
Йоганн Георг помер 24 листопада 1938 року в Альтсгаузені. За два місяці перед цим не стало матері Марії Іммакулати, Марії Антонієтти. Сама принцеса пішла з життя 28 листопада 1947 в Мурі у Швейцарії. Як і чоловік, похована в новому склепі крипти придворної церкви Дрездена.

## Титули
- 30 жовтня 1874—30 жовтня 1906 — Її Королівська Високість Принцеса Марія Іммакулата Бурбон-Сицилійська;
- 30 жовтня 1906—28 листопада 1947 — Її Королівська Високість Принцеса Марія Іммакулата Саксонська, Принцеса Бурбон-Сицилійська.